# Neotoxeumorpha exoristae
Neotoxeumorpha exoristae is een vliesvleugelig insect uit de familie van de Pteromalidae. De wetenschappelijke naam werd voor het eerst geldig gepubliceerd in 2002 door T. C. Narendran.